# Михайловське (Ізносковський район)
Михайловське (рос. Михайловское) — присілок в Ізносковському районі Калузької області Російської Федерації.
Населення становить 6 осіб. Входить до складу муніципального утворення Присілок Михали.

## Історія
Від 2004 року входить до складу муніципального утворення Присілок Михали

## Населення
| 2002 | 2010 |
| ---- | ---- |
| 6    | →6   |